# Schwulissimo
Schwulissimo ist ein deutsches Lifestyle-Magazin für Schwule. Die Redaktionen des Magazins befinden sich in Hamburg und Köln. Das Verbreitungsgebiet umfasst das gesamte Bundesgebiet.
Schwulissimo startete im Jahr 2004 als Online-Portal. Im Jahr 2006 folgte dann der Printtitel Schwulissimo zunächst für Hamburg. Das Magazin bietet einen Mix aus News, Neuheiten aus den Bereichen Musik, DVD und Büchern, Kultur, Beauty und Mode, Reise und Lifestyle, sowie in den Ausgaben Nord und West einem ausführlichen Termin- und Veranstaltungsteil.
Im September 2007 wurde die Druckauflage auf 35.000 Exemplare erhöht und das Verbreitungsgebiet auf den norddeutschen Raum mit Bremen, Schleswig-Holstein, Niedersachsen und Mecklenburg-Vorpommern ausgeweitet und ist darüber hinaus an ausgewählten Outlets im gesamten Bundesgebiet erhältlich. Mit Beginn des vierten Quartals 2007 ist die Printausgabe in der Überprüfung durch die Informationsgemeinschaft zur Feststellung der Verbreitung von Werbeträgern (IVW) vertreten.
Im Oktober 2012 kam der Titel Schwulissimo West hinzu. Mit einer Druckauflage von 36.000 Exemplaren (laut Aussage des Verlags ebenfalls zur IVW-Prüfung angemeldet) deckt dieser Titel Nordrhein-Westfalen sowie Teile von Hessen und Rheinland-Pfalz ab.
Von Januar 2014 bis März 2018 kam zudem unter dem Namen Schwulissimo Kiosk eine Printausgabe in den regulären Pressehandel. Sie war vor allem an stark frequentierten Punkten wie Bahnhofsbuchhandlungen oder Flughäfen verfügbar. Nach Einstellung dieses Kauftitels wurde das Portfolio ab April 2018 um die Regionalausgaben Süd, Süd-West und Berlin ergänzt, so dass es bundesweit nun fünf Regionalausgaben gibt. Die Auflagenhöhe beträgt laut Verlagsangaben 132.000 Exemplare.